# Рокапалумба
Рокапалу̀мба (на италиански: Roccapalumba, на сицилиански Roccapalumma, Рокапалума) е малко градче и община в Южна Италия, провинция Палермо, автономен регион и остров Сицилия. Разположено е на 540 m надморска височина. Населението на общината е 2680 души (към 2010 г.).